# Gustav Wied
Gustav Johannes Wied, född 6 mars 1858 i Nakskov, död 24 oktober 1914 i Roskilde, var en dansk författare.

## Biografi
Vid en ung ålder flyttade Wied till Köpenhamn, där han arbetade som bokhandelsbiträde på C. A. Reitzel bokhandel. Under sommaren och hösten 1884 arbetade han som informator på godset Övergård vid Mariager Fjord, där han katalogiserade herrgårdens bibliotek. Samma år återvände han till Köpenhamn. Samtidigt som han där arbetade som timlärare, studerade han för studentexamen, som han tog 1886 och blev därpå fil. kand. 1887.
Wied var känd som samhällskritiker och tog varje tillfälle att angripa bourgeoisin. Han var en flitig bidragsgivare till tidningen Köpenhamn, som redigerades av Ove Rode. En kort berättelse han publicerade där ledde 1892 till att han av Högsta domstolen dömdes till 14 dagar i fängelse för otillständiga uttryck. Mycket tyder på att hans svärfar Frederik Christian Ferdinand Tutein på Høgholt i Vendsyssel blev en viktig källa till hans personkarakteristik och kritik av bourgeoisin. Tutein torde ha varit inspirationen för huvudpersonen i romanen Fædrene æde druer.

## Författarskap
Wied utgick i sitt författarskap från naturalismen, men påverkades av sekelskiftets livströtta, cyniska atmosfär. Han slog igenom som novellist med Silhuetter (1891) och Menneskenes børn (1-2, 1894). Hans romaner skildrar gärna överklassens degeneration såsom i Slægten (1898), och  en  egen  genre var  hans  "satyrspel", t. ex. Dansemus (1905).